# Християнське зоряне небо
Християнське зоряне небо (лат. Coelum Stellatum Christianum) — зоряний атлас 1627 року, який робив спробу повної реформи назв сузір'їв та інших небесних об'єктів, пропонуючи назвати їх на честь героїв і предметів християнської міфології замість традиційних назв, почерпнутих з греко-римської міфології. Укладений німецьким астрономом Юліусом Шиллером на основі «Уранометрії» Йоганна Байєра. 
Зодіакальні сузір'я були названі в атласі іменами дванадцяти апостолів, сузір'я північної півкулі отримали імена святих, героїв і сюжетів Нового Завіту, а південного — ґрунтувалися, в основному, на образах Старого Завіту. Також були запропоновані нові біблійні назви для планет, Сонця й Місяця. Запропоновані Шиллером нові назви сузір'їв були використані в кількох наступних роботах, але загалом не знайшли широкої підтримки серед астрономів.

## Історія
У 1627 році німецький астроном Юліус Шиллер (прибл. 1580—1627) зробив спробу повної реформи астрономічних найменувань. Того ж року Андреас Апергер в Аугсбурзі опублікував трактат, в якому замінив язичницькі сузір'я біблійними персонажами та християнськими мотивами. Шиллер замінив зодіакальні сузір'я Дванадцятьма Апостолами, північні сузір'я — новозавітними фігурами, південні — старозавітними. Сузір'я атласу в астрономічній частині були в основному скопійовані з «Уранометрії» Йоганна Байєра, і Баєр був вказаний як співавтор атласу, хоч він і помер двома роками раніше. Гравюри для атласу виконав Лукас Кіліан. Сам Шиллер помер у рік публікації атласу.
Сузір'я Шіллера з'являються в «Макрокосмічній гармонії» Андреаса Целаріуса (1661 рік) та на планісфері «Planisphaerii coelestis hemisphaerium septentrionale» К. Алларда (1706), однак, загалом сузір'я Шиллера не набули великої популярності. Крім сузір'їв Шиллер запропонував дати нові назви Сонцю, Місяцю та п'яти відомим на той час планетам, — що взагалі не знайшло відгуку в астрономічній спільноті.

## Планети, Сонце й Місяць
Планети, Сонце й Місяць також були замінені біблійними персонажами:
- Сонце замінено Ісусом Христом.
- Місяць замінений Марією.
- Меркурій замінений Іллею.
- Венера замінена Іваном Хрестителем.
- Марс замінено Ісусом Навином.
- Юпітер замінений Мойсеєм.
- Сатурн замінений Адамом.

## Сузір'я

### Новий Завіт
Новозавітні мотиви використали для сузір'їв, розташованих на північ від екліптики:
| №     | Сучасне сузір'я  | Переклад назви в "Coelum Stellatum Christianum" | Латинська назва в "Coelum Stellatum Christianum" | Зображення |
| ----- | ---------------- | ----------------------------------------------- | ------------------------------------------------ | ---------- |
| I     | Мала Ведмедиця   | Архангел Михаїл                                 | Sancti Michaelis Archangeli                      |            |
| II    | Велика Ведмедиця | Корабель Святого Петра                          | Naviculæ S. Petri Apostoli                       |            |
| III   | Дракон           | Побиття немовлят                                | Sanctorum Innocentum Puerorum                    |            |
| IV    | Цефей            | Святий Стефан                                   | Sancti Stephani Protomaryris                     |            |
| V     | Волопас          | Папа Сильвестр I                                | Sancti Silvestri Pontificis Max                  |            |
| VI    | Волосся Вероніки | Бичування Христа                                | Flagelli XPI Domini                              |            |
| VII   | Північна Корона  | Терновий вінець                                 | Coronæ XPI Spineæ                                |            |
| VIII  | Геркулес         | Три царі                                        | Sanctorum Trium Regum                            |            |
| IX    | Ліра             | Ясла Христа                                     | Præsepii Salvatoris Christi                      |            |
| X     | Лебідь           | Свята Олена                                     | Cum Eius Inventrice S. Helena                    |            |
| XI    | Кассіопея        | Марія Магдалина                                 | Sanctæ Mariæ Magdalenæ                           |            |
| XII   | Персей           | Святий Павло                                    | Sancti Pauli Apostoli                            |            |
| XIII  | Візничий         | Єронім                                          | Sancti Hieroymi Ecclesiæ Doctoris                |            |
| XIV   | Змієносець       | Святий Бенедикт серед тернів                    | Sancti Patris Benedicti Inter Spinas             |            |
| XIV   | Змія             | Терни навколо Святого Бенедикта                 |                                                  |            |
| XV    | Орел             | Катерина Александрійська                        | Sanctæ Catarinæ Virginis                         |            |
| XV    | Стріла           | Спис Лонгина                                    | Clavorum XPI Crucifixi                           |            |
| XVI   | Дельфін          | Глек з водою на весіллі в Кані                  | Hydriæ Canæ                                      |            |
| XVI   | Малий Кінь       | Містична роза                                   | Rose Mysticæ                                     |            |
| XVII  | Пегас            | Архангел Гавриїл                                | Sancti Gabrielis Archangelæ                      |            |
| XVIII | Андромеда        | Гроб Господень                                  | Sepulchri XPI Triumphatoris                      |            |
| XIX   | Трикутник        | Папська тіара святого Петра                     | Mitræ Pontificalis S. Petri                      |            |
| XXXII | Кит              | Свята Анна                                      | Annæ Parentum Deiparæ                            |            |
| XXXII | Кит              | Святий Йоаким                                   | Sanctorum Joachimi                               |            |
| XXXIV | Оріон            | Йосип Назаретський                              | Sancti Joseph Viri Mariæ                         |            |

### Старий Завіт
Старозавітні мотиви використали для сузір'їв, розташованих на північ від екліптики:
| №       | Сучасне сузір'я                              | Переклад назви в "Coelum Stellatum Christianum" | Латинська назва в "Coelum Stellatum Christianum" | Зображення |
| ------- | -------------------------------------------- | ----------------------------------------------- | ------------------------------------------------ | ---------- |
| XXXIII  | Ерідан                                       | Перетин Червоного моря                          | Transitus Israel Nempe per Mare Rubrum           |            |
| XXXV    | Заєць                                        | Гедеон                                          | Velleris Gideonis                                |            |
| XXXV    | Голуб                                        | Голуб Ноя                                       | Columbæ Noachi                                   |            |
| XXXVI   | Великий Пес                                  | Давид                                           | Sancti Regis Davidis                             |            |
| XXXVII  | Малий Пес                                    | Агнець Божий                                    | Agni Paschalis                                   |            |
| XXXVIII | Корма, Кіль, Вітрила (Корабель Арго), Компас | Ковчег Ноя                                      | Archæ Patriarchæ Noachi                          |            |
| XXXIX   | Гідра                                        | Ріка Йордан                                     | Iordanis Fluvii                                  |            |
| XL      | Чаша, Ворон                                  | Ковчег Заповіту                                 | Sanctæ Arcæ Foederis                             |            |
| XLI     | Центавр                                      | Авраам і Ісаак                                  | Sanctorum Patriarcharum Abrahami et Isaaci       |            |
| XLII    | Вовк                                         | Яків                                            | Sancti Israelis Sive Jacobi Patriarchæ           |            |
| XLIII   | Жертовник                                    | Стіл для жертвеного хліба                       | Altaris Thymiamatis                              |            |
| XLIII   | Південна Корона                              | Корона Соломона                                 | Diadematis Regis Salomonis                       |            |
| XLIV    | Південна Риба                                | Діжка вдови з Сарепти                           | Hydriæ Farinæ Sarepthanæ Vidvæ                   |            |
| XLV     | Журавель, Фенікс                             | Аарон                                           | Aaronis Summi Sacerodotis                        |            |
| XLVI    | Павич, Індіанець                             | Йов                                             | Servi Dei Iob                                    |            |
| XLVII   | Муха                                         | Єва                                             | Evæ Matris Cumctorum Viventium                   |            |
| XLVII   | Південний Трикутник                          | Тау-крест                                       | Signi Mystici Tav                                |            |
| XLVIII  | Летюча Риба, Золота Риба                     | Авель                                           | Abbelis Iusti                                    |            |
| XLIX    | Тукан, Південна Гідра                        | Архангел Рафаїл                                 | Sancti Raphaelis Archangeli                      |            |

### Апостоли
Дванадцять знаків зодіаку були замінені дванадцятьма апостолами, причому Юда Іскаріот був виключений і замінений святим Маттієм:
| №      | Сучасне сузір'я | Переклад назви в "Coelum Stellatum Christianum" | Латинська назва в "Coelum Stellatum Christianum" | Зображення |
| ------ | --------------- | ----------------------------------------------- | ------------------------------------------------ | ---------- |
| XX     | Овен            | Апостол Петро                                   | Sancti Petri Principus Apostolorum               |            |
| XXI    | Телець          | Апостол Андрій                                  | Sancti Andreæ Apostoli                           |            |
| XXII   | Близнята        | Апостол Яків Старший                            | Sancti Iacobi Maioris Apostoli                   |            |
| XXIII  | Рак             | Апостол Іван                                    | Sancti Ioannis Apostoli et Evangelistæ           |            |
| XXIV   | Лев             | Святий апостол Фома                             | Sancti Thomæ Apostoli                            |            |
| XXV    | Діва            | Апостол Яків Молодший                           | Sancti Jacobi Minoris Apostoli                   |            |
| XXVI   | Терези          | Апостол Пилип                                   | Sancti Philippi Apostoli                         |            |
| XXVII  | Скорпіон        | Апостол Варфоломій                              | Sancti Bartholoomæ Apostoli                      |            |
| XXVIII | Стрілець        | Апостол Матвій                                  | Sancti Matthæi Apostoli et Evangelistæ           |            |
| XXIX   | Козоріг         | Апостол Симон Зилот                             | Sancti Simonis Zelotis Apostoli                  |            |
| XXX    | Водолій         | Апостол Юда Тадей                               | Sancti Ivdæ Thadæi Apostoli                      |            |
| XXXI   | Риби            | Апостол Маттій                                  | Sancti Matthiæ Apostoli                          |            |